# França na Copa do Mundo FIFA de 2010
A Seleção Francesa de Futebol é uma das 32 participantes da Copa do Mundo FIFA de 2010, realizada na África do Sul.

## Jogadores
| #  | Nome                | Posição      | Idade | J na Sel | Clube                 |
| -- | ------------------- | ------------ | ----- | -------- | --------------------- |
| 1  | Hugo Lloris         | Goleiro      | 23    | 11       | Olympique Lyonnais    |
| 2  | Bacary Sagna        | Defensor     | 27    | 20       | Arsenal               |
| 3  | Eric Abidal         | Defensor     | 30    | 48       | Barcelona             |
| 4  | Anthony Réveillère  | Defensor     | 30    | 6        | Olympique Lyonnais    |
| 5  | William Gallas      | Defensor     | 32    | 81       | Arsenal               |
| 6  | Marc Planus         | Defensor     | 27    | 1        | Girondins de Burdeos  |
| 7  | Franck Ribéry       | Meiocampista | 27    | 45       | Bayern de Munique     |
| 8  | Yoann Gourcuff      | Meiocampista | 23    | 20       | Girondins de Burdeos  |
| 9  | Djibril Cissé       | Atacante     | 28    | 39       | Panathinaikos         |
| 10 | Sidney Govou        | Atacante     | 30    | 46       | Olympique Lyonnais    |
| 11 | André-Pierre Gignac | Atacante     | 24    | 13       | Toulouse              |
| 12 | Thierry Henry       | Atacante     | 32    | 121      | Barcelona             |
| 13 | Patrice Evra        | Defensor     | 29    | 30       | Manchester United     |
| 14 | Jérémy Toulalan     | Meiocampista | 26    | 34       | Olympique Lyonnais    |
| 15 | Florent Malouda     | Meiocampista | 29    | 54       | Chelsea               |
| 16 | Steve Mandanda      | Goleiro      | 25    | 13       | Olympique de Marsella |
| 17 | Sébastien Squillaci | Defensor     | 29    | 20       | Sevilla               |
| 18 | Alou Diarra         | Meiocampista | 28    | 25       | Girondins de Burdeos  |
| 19 | Abou Diaby          | Meiocampista | 24    | 5        | Arsenal               |
| 20 | Mathieu Valbuena    | Meiocampista | 25    | 1        | Olympique de Marsella |
| 21 | Nicolas Anelka      | Atacante     | 31    | 67       | Chelsea               |
| 22 | Gaël Clichy         | Defensor     | 24    | 4        | Arsenal               |
| 23 | Cédric Carrasso     | Goleiro      | 28    | -        | Girondins de Burdeos  |
| T  | Raymond Domenech    |              |       |          |                       |

## Participação

### Primeira fase
| Pos | Equipe            | Pts | J | V | E | D | GP | GC | SG | Classificado      |
| --- | ----------------- | --- | - | - | - | - | -- | -- | -- | ----------------- |
| 1   | Uruguai           | 7   | 3 | 2 | 1 | 0 | 4  | 0  | +4 | Fase eliminatória |
| 2   | México            | 4   | 3 | 1 | 1 | 1 | 3  | 2  | +1 | Fase eliminatória |
| 3   | África do Sul (H) | 4   | 3 | 1 | 1 | 1 | 3  | 5  | −2 | Eliminado         |
| 4   | França            | 1   | 3 | 0 | 1 | 2 | 1  | 4  | −3 | Eliminado         |

| 11 de junho de 2010 | Uruguai | 0-0    | França | Estádio Green Point, Cidade do Cabo |
| 20:30               |         | Súmula |        | Árbitro: Yuichi Nishimura           |

| 17 de junho de 2010 | França | 0-2    | México                            | Estádio Peter Mokaba, Polokwane           |
| 20:30               |        | Súmula | Hernández 64' · Blanco 79' (pen.) | Público: 35 370 Árbitro: Khalil Al Ghamdi |

| 22 de junho de 2010 | França | 1-2 | África do Sul | Estádio Free State, Bloemfontein |
| 16:00               |        |     |               |                                  |